# Judith Leyster
Judith Jans Leyster (también Leijster) (Haarlem, 28 de julio de 1609–Heemstede, 10 de febrero de 1660) fue una pintora del Siglo de Oro neerlandés. Trabajó con formatos de dimensiones variadas. Cultivó la pintura de género, los retratos y los bodegones. Toda su obra fue atribuida a Frans Hals o a su marido, Jan Miense Molenaer, hasta 1893 cuando Cornelis Hofstede de Groot le atribuyó siete pinturas, seis de las cuales están firmadas con su distintivo monograma 'JL *'. La atribución errónea de sus obras a Molenaer puede haberse debido a que después de su muerte muchas de sus pinturas fueron inventariadas como "la esposa de Molenaer", no como Judith Leyster.

## Biografía
Leyster nació en Haarlem, octava hija de Jan Willemsz Leyster, un cervecero y sastre local. Si bien los detalles de su formación son inciertos, ya en su juventud llegó a ser lo suficientemente conocida como para ser mencionada en un libro de Samuel Ampzing titulado Beschrijvinge ende lof der stadt Haerlem, escrito originariamente en 1621, revisado entre 1626 y 1627, y publicado en 1629.
Se cree que Leyster desarrolló su carrera como pintora ante la necesidad de aportar fondos a la familia como resultado de la bancarrota de su padre. Podría haber aprendido pintura con Frans Pietersz de Grebber, quien dirigía un respetado taller en Haarlem en la década de 1620. En estos años su familia se trasladó a Utrecht, donde entró en contacto con los caravaggistas de Utrecht.
Su primer trabajo firmado data de 1629, cuatro años antes de ingresar en el gremio de artistas. En 1633 era miembro de la guilda de San Lucas de Haarlem. Existe cierto debate acerca de quién fue la primera mujer registrada en el gremio, pues algunas fuentes indican que fue Leyster, inscrita en 1633, y otras que lo fue Sara van Baalbergen en 1631. Decenas de otras artistas femeninas fueron admitidas en el gremio durante el siglo XVII, pero no fueron reconocidas como tales, al entenderse sus actividades como oficios menores (bordado, cerámica, metal y madera) o bien porque se las consideraba continuadoras del trabajo de sus maridos al fallecer.
El autorretrato de Leyster de 1633 (Galería Nacional de Arte, Washington), se ha especulado con que fuese su pieza de presentación para el gremio. Este trabajo marca un cambio histórico con el abandono de la rigidez de los autorretratos femeninos a favor de una pose más relajada y dinámica. Su actitud es muy relajada según los estándares de cualquier retrato holandés y comparable principalmente con algunos retratos de Frans Hals. Ángeles Caso analiza respecto a los ropajes, cómo en aquella época se solían retratar con trajes y complementos elegantes, mostrando estatus y dignidad para su profesión.
En 1636, se casó con Jan Miense Molenaer, un pintor más prolífico, aunque con menos talento, que se dedicó a temas similares. Se trasladaron a Ámsterdam para mejorar económicamente, dado que allí el mercado de arte era más estable. En Heemstede compartieron un estudio en una pequeña casa ubicada en el actual Groenendaal Park. Leyster y Molenaer tuvieron cinco hijos, de los cuales solo dos sobrevivieron hasta la edad adulta.
La mayoría de las obras fechadas de Leyster son de entre 1629 y 1635, antes de casarse y tener hijos. Hay pocas piezas conocidas pintadas después de 1635: dos ilustraciones en un libro sobre tulipanes de 1643, un retrato de 1652 y una naturaleza muerta de 1654 que fue descubierta recientemente en una colección privada. Leyster también pudo haber trabajado en colaboración con su esposo. Murió en 1660, a los 50 años.

## Su obra pictórica
Leyster firmó sus trabajos con un monograma formado por sus iniciales JL con una estrella adjunta como en un juego de palabras: Leister significaba "estrella líder" en holandés y era para los navegantes holandeses de la época el nombre común de la estrella polar. El Leistar era el nombre de la cervecería de su padre en Haarlem. Solo ocasionalmente firmó sus trabajos con su nombre completo.
Se especializó en escenas de género de, por lo general, una a tres figuras, que normalmente rezuman optimismo y se muestran en un contexto sencillo. Muchos son niños o niñas, músicos, hombres con bebida.
Leyster fue particularmente innovadora en sus escenas de género domésticas. Estas son escenas íntimas de mujeres en el hogar, a menudo con velas o lámparas, evocando el punto de vista femenino. Hombre ofreciendo dinero a una mujer joven (Mauritshuis, La Haya) es una variante inusual en estas escenas, mostrando a una muchacha que se muestra indiferente a las proposiciones y monedas de un hombre. Lo frecuente en aquella época era representar a una prostituta dispuesta.
Gran parte de su obra, especialmente centrada en músicos, era similar en naturaleza a la de muchos de sus contemporáneos, como su esposo Molenaer, los hermanos Frans y Dirck Hals, Jan Steen, y los caravaggistas de Utrecht Hendrick ter Brugghen y Gerrit van Honthorst. Sus pinturas de género, generalmente de tabernas y otras escenas de entretenimiento, satisfacían los gustos e intereses de un segmento creciente de la clase media holandesa. Pintó pocos retratos reales, y su única pintura de historia conocida es David con la cabeza de Goliat, que no se aparta de su estilo típico, con una sola figura cerca del frente del espacio de la imagen.

## Leyster y Frans Hals
Aunque conocida durante su vida y estimada por sus contemporáneos, Leyster y su obra se olvidaron en gran parte después de su muerte. Su redescubrimiento se produjo en 1893, cuando se supo que una pintura admirada durante más de un siglo como obra de Frans Hals había sido pintada por Leyster.
La confusión (o quizás el engaño) tal vez se remonta a la vida de Leyster. En 1868 Luke Schamb adquirió un cuadro de Leyster, La alegre compañía (París, Museo del Louvre), como si fuese un Hals. La obra pasó al comerciante de arte Wertheimer de Bond Street, Londres, quien la describió como una de las mejores pinturas de Hals. John Millars estuvo de acuerdo con Wertheimer sobre la autenticidad y el valor de la pintura. Wertheimer vendió la pintura a una firma inglesa por £ 4,500. Esta empresa, a su vez, vendió la pintura como un Hals al barón Schlichting en París.
En 1893, el Louvre encontró el monograma de Leyster bajo la firma fabricada de Hals. No está claro cuándo se agregó la firma falsa. Cuando se descubrió la firma original, el Barón Schlichting demandó a la firma inglesa, que a su vez intentó rescindir su propia compra y recuperar su dinero del comerciante de arte, Wertheimer. El caso se resolvió en la corte el 31 de mayo de 1893, y los demandantes (la firma inglesa sin nombre) acordaron mantener la pintura por un valor de £ 3,500 + £ 500. Durante el proceso, no se consideró la obra como un pieza de valor dada su nueva atribución. No se tienen indicios de que se valorara el descubrimiento inesperado de esta artista, capaz de igualar a Hals en su mejor momento. Otra versión de la Alegre compañía, vendida en Bruselas en 1890 llevaba el monograma de Leyster "crudamente alterado a un FH entrelazado".
En 1893, Cornelis Hofstede de Groot escribió el primer artículo sobre Leyster. Desde la historia del arte se la ha clasificado como imitadora o seguidora de Hals, aunque esta interpretación está cambiando en los últimos años.

## Colecciones Públicas
Entre los museos que conservan obras de Judith Leyster se cuentan el Rijksmuseum de Ámsterdam, el Mauritshuis de La Haya; el Museo Frans Hals, de Haarlem; el Louvre de París; la National Gallery de Londres y la Galería Nacional de Arte de Washington D. C.

## Galería

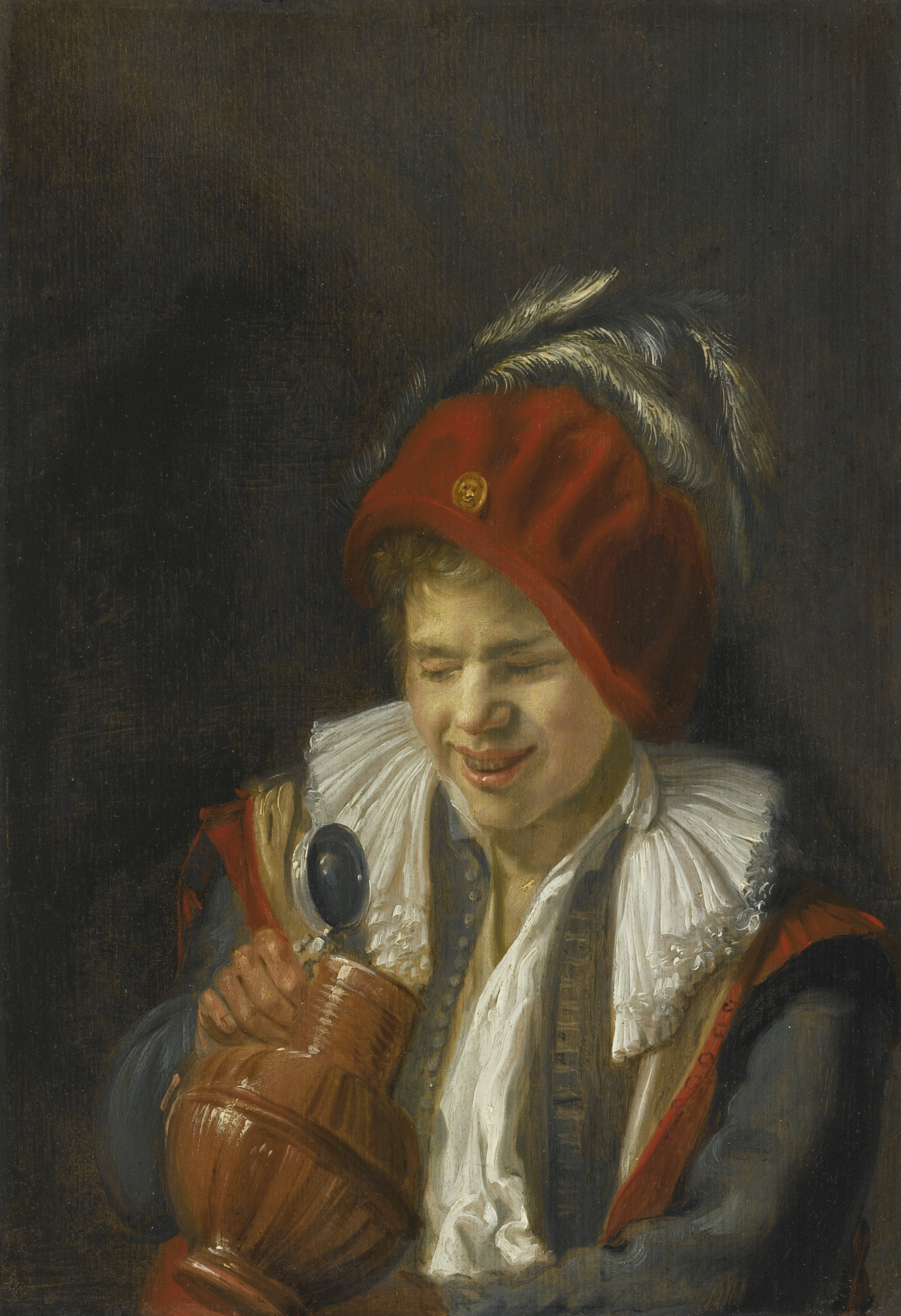
Joven con jarra
Retrato de hombre
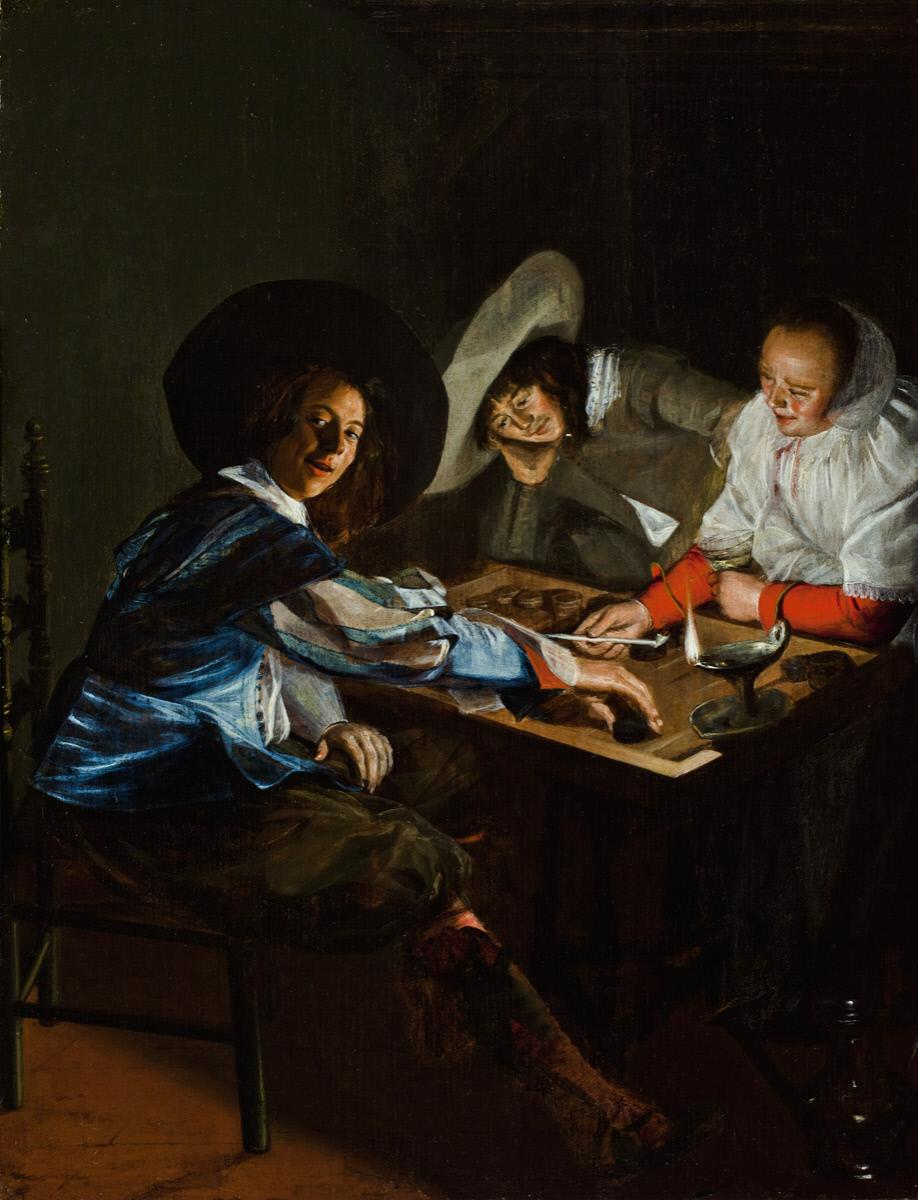
Juego del Tric Trac
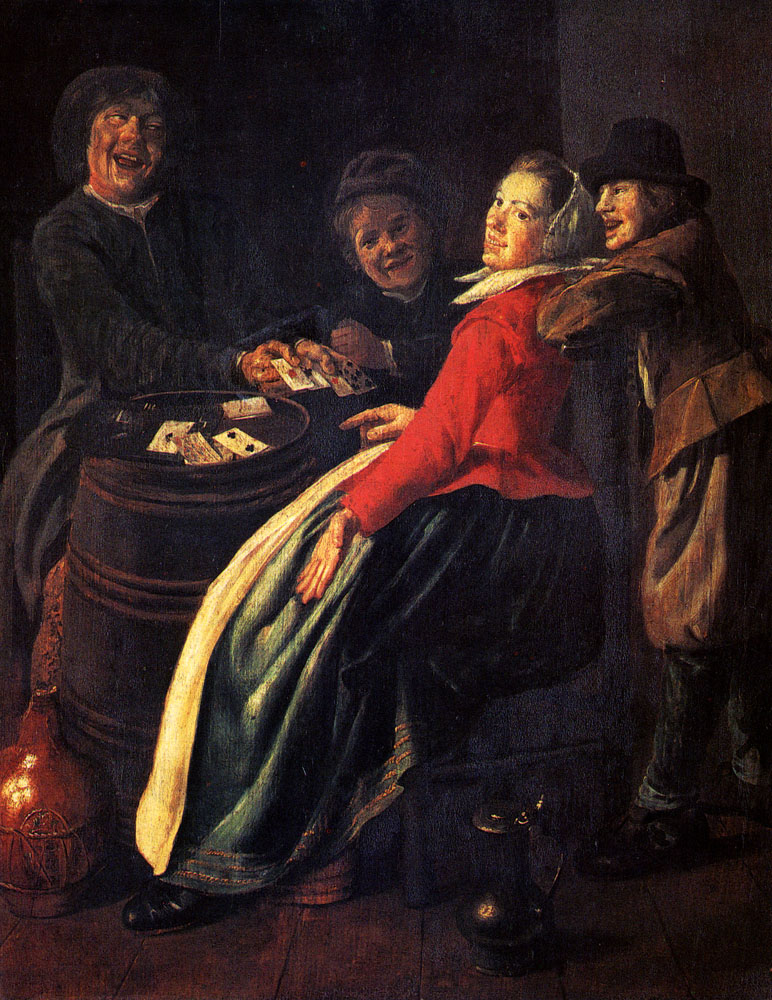
Un juego de cartas
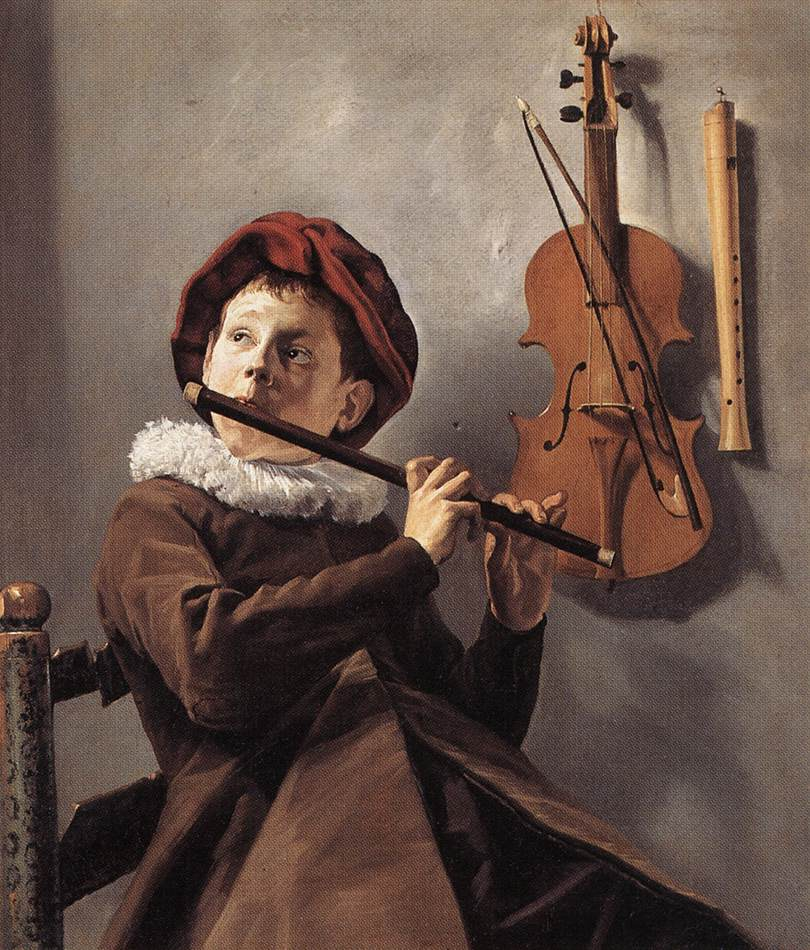
Joven flautista
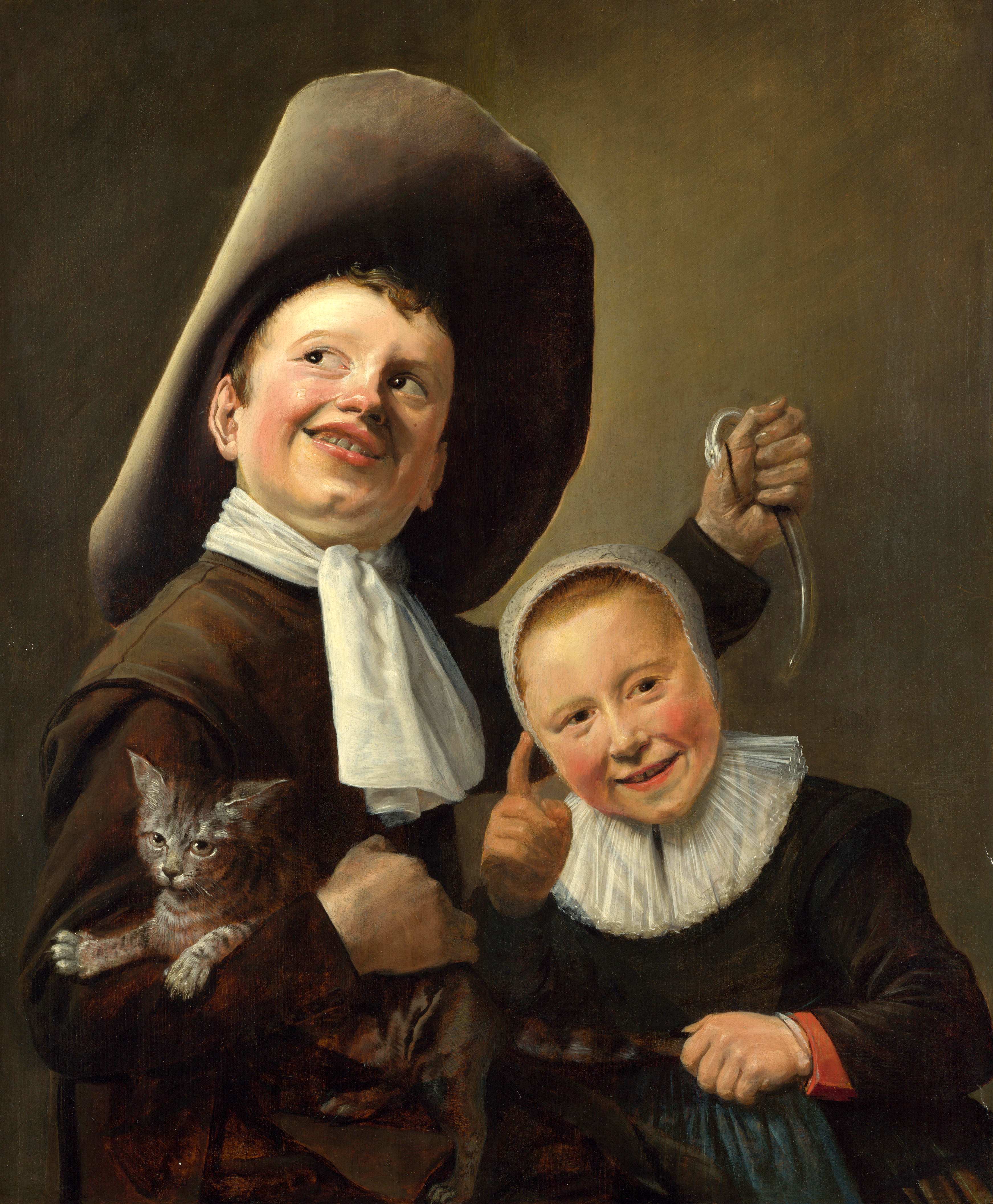
Un niño y una niña con un gato y una anguila
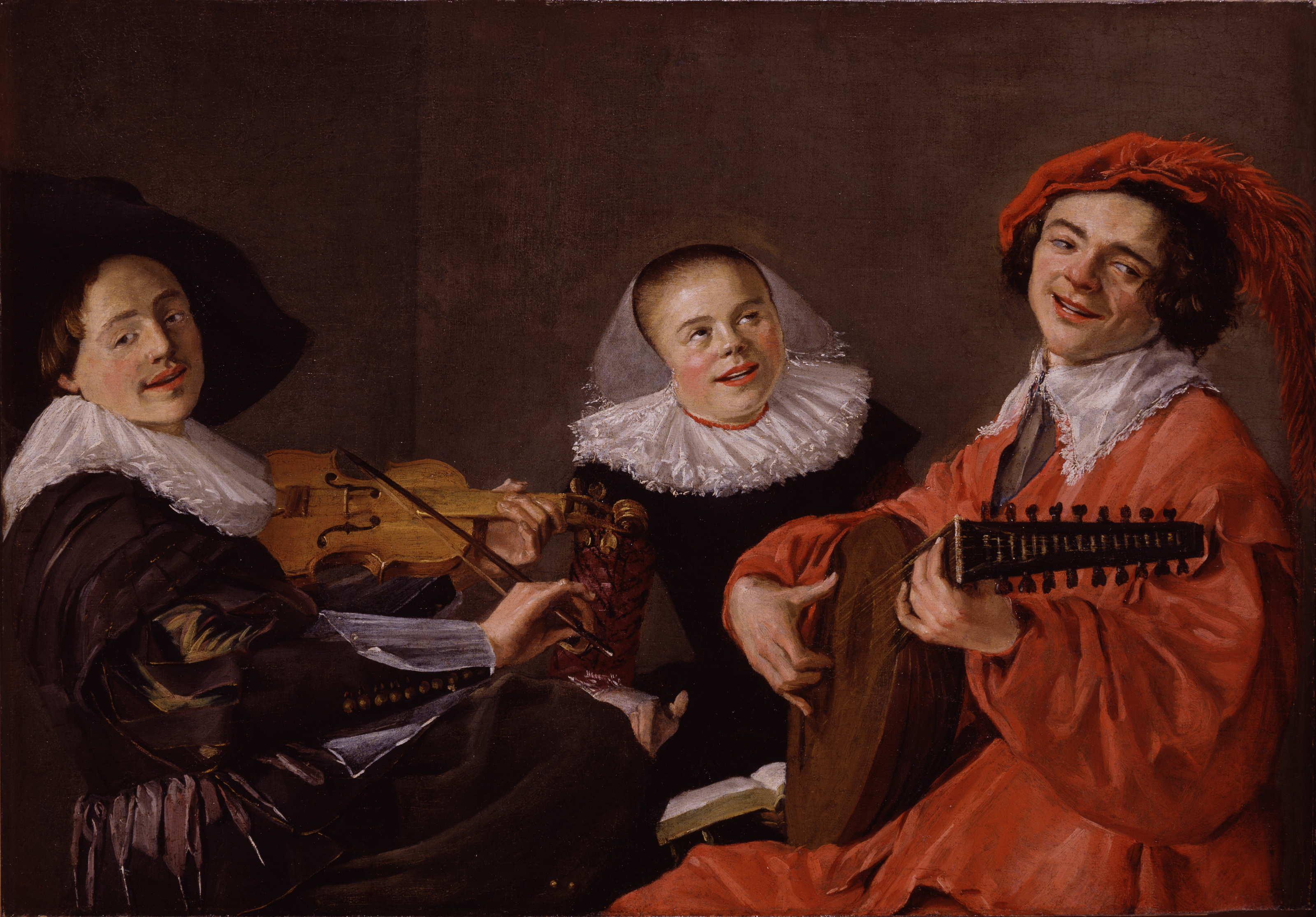
El concierto (1631-33)
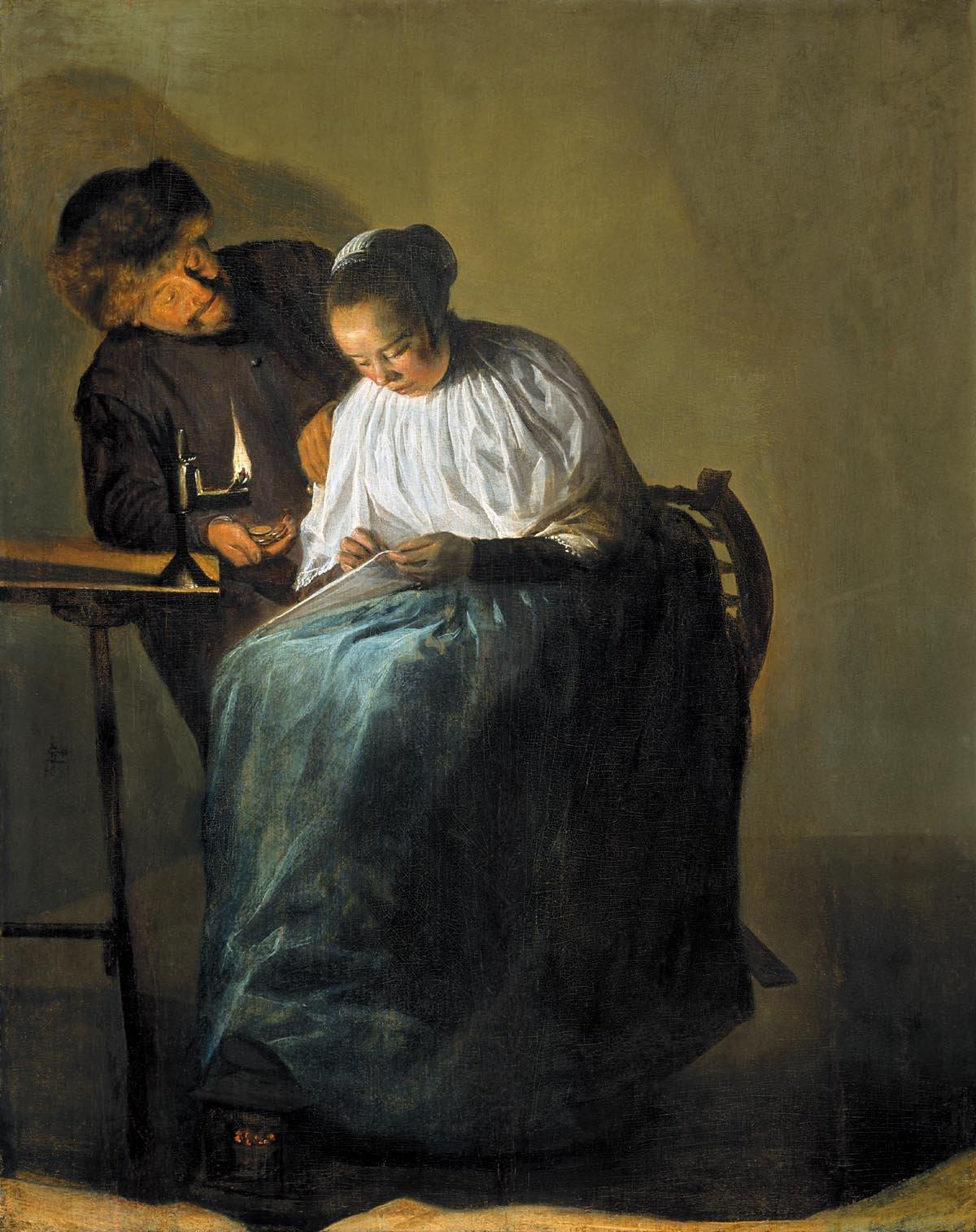
Hombre ofreciendo dinero a una mujer joven (1631)